# Культура плитових могил
Культура плитових могил (плитові могили, плиточники) — археологічна культура кінця бронзової, початку ранньої залізної доби. За різними джерелами, датується від 1300 до 300 рр. до н. е..

## Назва
Назва культури плитових могил походить від основного типу поховань у вигляді прямокутних огорож з вертикально поставлених плит гнейсу або граніту. Виявлені поселення, могильники, обрядові споруди, наскельні малюнки, оленні камені тощо.

## Область поширення
Центрами поширення даної культури є Монголія, Південний Сибір і Внутрішня Монголія. Пам'ятники зустрічаються у Монголії, південному Прибайкаллі і Забайкаллі від Саян до Маньчжурії, на Малому Хінґані, плато Вейчань, у північно-західному Китаї (Сіньцзяні).

## Історія
Носії культури плитових могил були прямими предками хунну.

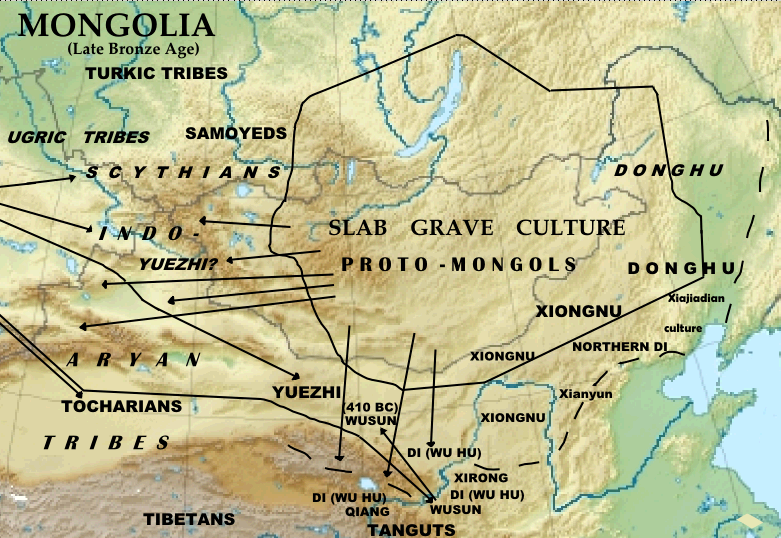
Поширення культури плитових могил

Територія розселення плиточників була надзвичайно широкою: від Байкалу на півночі до Ордоса і передгір'їв Наньшаню (можливо, і Тибету) на півдні, й від Малого Хінґану на сході до передгір'їв Алтаю на заході. Культура плитових могил була найсхіднішою із значних степових культур Південного Сибіру.

## Археологія
Плитові могили зустрічаються як окремо, так і групами до 8 огорож. Великі поховання — до 350 могил — мають чітке планування. В Агінському Бурятському окрузі зафіксовано понад 3 тисячі окремих плитових могил. Велика частина артефактів є похованнями, але іноді зустрічаються й у вигляді ритуальних споруд — кенотафів.
Розміри огорож варіюються від 1,5 м до 6-9 м. Висота каменів — від 0,5 м до 3 м. Усередині є насип з каменів. Під насипом лежать плити перекриття, часто великих розмірів. Глибина могильних ям — від 0,6 м до 2,5-3 м. У глибоких похованнях бічні плити нарощувалися і влаштовувалося перекриття в кілька рядів. Іноді встановлювалися оленні камені — окремі плити з зображеннями на поверхні оленів, рідше — коней, солярних знаків, предметів озброєння.
Ритуальний комплекс на горі Ламійська Нерчинського району складався з плитової могили довжиною близько 30 метрів, розділеної перегородками на 4 частини. Нерозграбована огорожа була перекрита кількома плитами, кожна вагою до 0,5 тонни. Під перекриттями перебував похоронний жертовник, де були знайдені черепи коней, корів, овець. Нижче розташовувалися п'ять похоронних камер для людей.
Могили орієнтовані по осі захід-схід. Небіжчики укладалися на спину, головою на схід. У Східному Забайкаллі антропологічний домінуючий тип — монголоїдний.

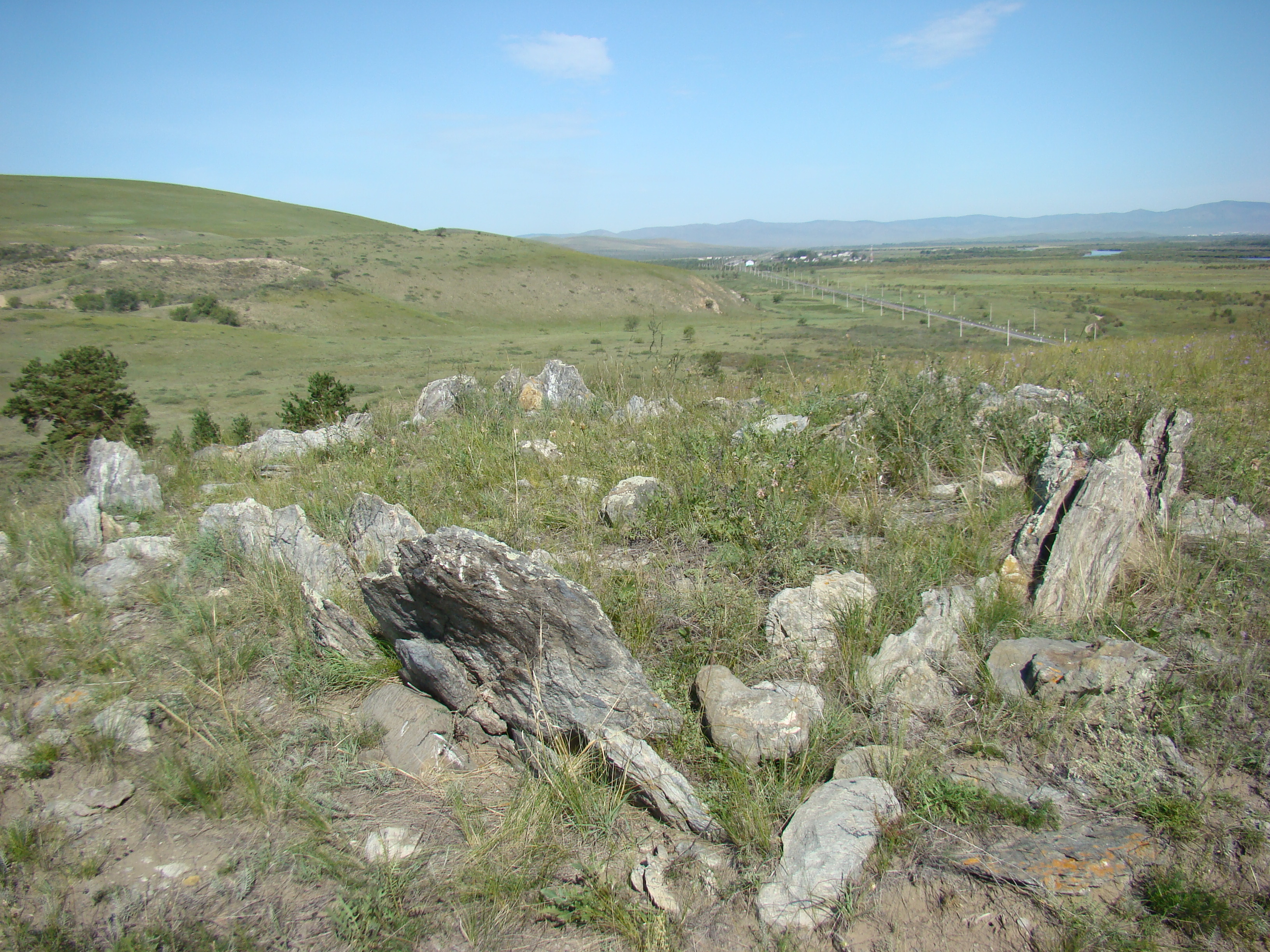
Плитова могила на горі Бага-Зоря поблизу села Зарубіно Джидинського району Бурятії.

Більша частина могил розграбована в давнину. При розкопках були виявлені одяг і взуття, зустрічаються різні прикраси з бронзи, кістки і каменю: бляшки, ґудзики, намиста, підвіски, дзеркала, каурі-монети. Зрідка зустрічаються супровідні предмети: голки, ножі, сокири, кельти. Ще рідше — зброя: наконечники стріл, кинджали, кінцеві накладки луків. У поодиноких могилах знаходяться предмети кінської збруї, руків'я батогів. Зустрічаються переважно речі з бронзи, рідше заліза і благородних металів.
Глиняні посудини баночного типу, дрібні, круглодонні. Орнамент на посуді — у вигляді різних штампів, наліпних валиків, ненаскрізних отворів. Мистецтво культури плитових могил отримало назву «звіриний стиль», оскільки зображалися переважно домашні і дикі тварини, а також побут людей та їхні основні заняття. Мистецтво має багато спільних рис з культурами Південного Сибіру: карасукською, тагарською й іншими.